# Walpurgis Night
Walpurgis Night (estilizado como 回:Walpurgis Night) é o quarto e último álbum de estúdio do girl group sul-coreano GFriend,  lançado em 9  de novembro de 2020 pela Source Music e distribuído por Kakao M. O álbum de estúdio possui 11 faixas, incluindo a faixa-título "Mago". Futuramente, ele se tornaria o último trabalho de GFriend como um grupo antes da saída de todos os membros de sua gravadora Source Music após o término de seus contratos.

## Lançamento e promoção

Logotipo oficial do grupo usado na promoção de Walpurgis Night.

Em 12 de outubro de 2020, foi  reportado que  GFriend iria voltar em 9 de novembro com seu terceiro álbum de estúdio coreano 回:Walpurgis  Night. É a  terceira  e  última  versão da série "回", composta por Walpurgis Night e seus outros dois últimos lançamentos, Labyrinth e Song of the Sirens.  As pré-vendas do álbum começaram em 19 de outubro. Em 20 de outubro, foi confirmado que o grupo iria performar algumas faixas do álbum em seu concerto online, antes de seu lançamento, no GFriend  C:ON em 31 de outubro. Em 24 de outubro, o grupo divulgou o cronograma de promoção do álbum. A lista de faixas de  Walpurgis  Night foi  lançado  dois  dias  depois, incluindo  o  single "Mago", além de lançamentos anteriores como "Apple", "Crossroads" e "Labyrinth". Em  27 de outubro, o  primeiro conjunto de  fotos  conceituais  intituladas "My  Way" foram lançados.  O segundo conjunto intitulado "My  Room" foi  lançado no dia 28 do mesmo mês. As fotos para "My Room" só  foram  publicadas mais tarde no mesmo  dia. Em 29 de outubro, a gravadora Source Music publicou o último conjunto de fotos conceituais do álbum intituladas "My Girls". Em 31 de outubro, o grupo realizou seu concerto online GFriend C:ON e apresentou antecipadamente as canções das units, "Secret Diary", "Better Me" e "Night Drive". No mesmo dia, as integrantes Eunha e Umji mostraram  uma dica da canção e da coreografia de "Mago" no programa sul-coreano Knowing Bros. Em 4 de novembro, um medley para o  álbum  que foi publicado no canal oficial de  Hybe Labels no YouTube. O primeiro teaser da faixa-título "Mago" foi  enviado no mesmo canal em 6 de novembro de 2020. Dois dias depois, o segundo teaser da canção foi  lançado.
O álbum foi lançado em 9 de novembro de 2020 O       videoclipe de "Mago" foi lançado no mesmo dia.

## Produção e composição
Para a faixa-título "Mago", Eunha, Yuju e Umji participaram da composição para a canção.
"Secret Diary", "Better Me" e "Night Drive" são  canções de units do grupo, interpretadas respectivamente por Yerin e SinB, por Sowon e Umji e por Eunha e Yuju.  Cada uma das integrantes participaram da composição para suas respectivas músicas.
As músicas "Apple", "Crossroads" e "Labyrinth", que foram anteriormente lançadas na série de álbuns "回", tiveram suas harmonizações atualizadas durante os refrãos. Essas versões das músicas não são encontradas em versões do álbum no iTunes, mas estão no lançamento físico do álbum.

## Recepção da crítica
| Críticas profissionais | Críticas profissionais |
| Avaliações da crítica  | Avaliações da crítica  |
| Fonte                  | Avaliação              |
| ---------------------- | ---------------------- |
| Beats Per Minute       | 68%                    |
| IZM                    | [ 23 ]                 |

Beats Per Minute descreveu Walpurgis Night como "um álbum ousado, vibrante e ocasionalmente experimental  que encontra GFriend derramando a melancolia de seus dois lançamentos  anteriores". Além disso, deu uma avaliação de 68% ao álbum, o avaliando como "uma  reinvenção ousada que adiciona novas dimensões à sua discografia.  No entanto, o grupo não se afastou totalmente  do que os tornou um dos grupos mais distintos do K-pop, e o que torna este álbum especial é como eles reservaram sua energia brilhante para  a cura interna e libertação, mas ainda conseguir manter o romance em uma visão periférica.
IZM deu uma avaliação de 3 de 5 estrelas par Walpurgis Night, afirmando que, além de um leve sentimento de incongruência, a "boa melodia, que era o centro da  equipe, é seguramente herdado" no novo caminho do GFriend; no entanto, descobriu que a trilogia '回'  colidiu com os lançamentos anteriores do grupo, "tentando queimar muitas  histórias e excessos intervenções que não  parecem levar em conta a identidade já existente."

## Lista de faixas
| Lista de faixas para Walpurgis Night |                                              | |                                         |         |  |
| N.º                                  | Título                                       | Letras | Música                                  | Duração |  |
| 1.                                   | "Mago"                                       | FRANTS "hitman" bang Kyler Niko Paulina Cerrilla Eunha Cho Yoon-kyung Yuju Alice Vicious Cazzi Opeia Ellen Berg JADED JANE Cidadão barulhento Justin Reinstein JJean Umji                      | FRANTS                                  | 3:19    |  |
| 2.                                   | "Love Spell (교차로)"                        | FRANTS Maria Marcus "hitman" bang Misung (VoidheaD) ZNEE (Flying Lab) | FRANTS                                  | 3:08    |  |
| 3.                                   | "Three of Cups"                              | Noh Joo-hwan Lee Won-jong Kim Jung-woo Mayu Wakisaka | Noh Joo-hwan Lee Won-jong               | 3:28    |  |
| 4.                                   | "GRWM (지금 만나러 갑니다)"                  | Son Young-jin (MosPick) Yeahnice (MosPick) Ferdy (MosPick) JayJay (MosPick) | MosPick                                 | 3:30    |  |
| 5.                                   | "Secret Diary" (performado por Yerin e SinB) | Noh Joo-hwan Woong Kim Andreas Öberg Nãoon Petrén Yerin SinB | Noh Joo-hwan                            | 3:13    |  |
| 6.                                   | "Better Me" (performado por Umji e Sowon)    | SCORE (13) MEGATONE (13) LUCAS (13) Umji Sowon | 13                                      | 3:01    |  |
| 7.                                   | "Night Drive" (performado por Eunha e Yuju)  | Noh Joo-hwan Eunha Yuju | Noh Joo-hwan                            | 3:27    |  |
| 8.                                   | "Apple"                                      | FRANTS Pdogg "hitman" bang Hwang Hyun (MonoTree) Eunha Hannah Robinson Richard Phillips Alex Nese Chendy Yuju Noh Joo-hwan Kim Jin (Makeumine Works) Gu Yeo-reum (Makeumine Works) Lee Seu-ran | FRANTS Pdogg "hitman" bang              | 3:27    |  |
| 9.                                   | "Crossroads (교차로)"                        | Noh Joo-hwan Lee Won-jong | Noh Joo-hwan Lee Won-jong               | 3:23    |  |
| 10.                                  | "Labyrinth"                                  | Noh Joo-hwan "hitman" bang Lee Won-jong Kim Jung-woo FRANTS Sophia Pae Carlos K ADORA Cho Yoon-kyung Kim Yeon-seo                                                                              | Noh Joo-hwan "hitman" bang Lee Won-jong | 3:21    |  |
| 11.                                  | "Wheel of the Year (앞면의 뒷면의 뒷면)"     | Hwang Hyun (MonoTree) Mayu Wakisaka | Hwang Hyun (MonoTree)                   | 3:48    |  |
| Duração total:                       | Duração total:                               | Duração total: | Duração total:                          | 37:05   |  |

## Desempenho nas tabelas musicais
| Tabela musical (2020)            | Melhor posição |
| -------------------------------- | -------------- |
| Coreia do Sul (Gaon Album Chart) | 3              |

### Vendas
| País                             | Vendas |
| -------------------------------- | ------ |
| Coreia do Sul (Gaon Album Chart) | 68,714 |

## Reconhecimentos
| Publicação          | Lista                                                     | Colocação | Ref.   |
| ------------------- | --------------------------------------------------------- | --------- | ------ |
| SCMP                | Os 15 melhores álbuns de grupos de K-pop em 2020          | —         | [ 26 ] |
| Time                | Os álbuns que definiram o ano monumental do K-pop em 2020 | —         | [ 27 ] |
| Rolling Stone Índia | Os 10 melhores álbuns de K-pop de 2020                    | 4         | [ 28 ] |
| Genius Korea        | Álbuns favoritos da Genius Korea Community de 2020        | —         | [ 29 ] |

## Histórico de lançamento
| País          | Data                  | Formato                         | Gravadora             |
| ------------- | --------------------- | ------------------------------- | --------------------- |
| Coreia do Sul | 9 de novembro de 2020 | Download digital, CD, streaming | Source Music, Kakao M |
| Mundo         | 9 de novembro de 2020 | Download digital, CD, streaming | Source Music, Kakao M |